# Palatinat-Zweibrücken
El Palatinat-Zweibrücken (alemany: Pfalz-Zweibrücken), també anomenat Comtat Palatí de Zweibrücken (Pfalzgrafschaft Zweibrücken) o Ducat de Zweibrücken (Herzogtum Pfalz-Zweibrücken), és un antic estat del Sacre Imperi Romanogermànic. La seva capital era Zweibrücken (francès: Deux-Ponts). La seva casa regnant, una branca de la dinastia Wittelsbach, també va ser la Casa Reial de Suècia de 1654 a 1720.

## Generalitats
El Palatinat-Zweibrücken va ser fundat un com a principat independent el 1444, quan el Comte Palatí Esteve del Palatinat-Simmern-Zweibrücken va dividir el seu territori, el Palatinat-Simmern-Zweibrücken, entre els seus dos fills. El fill menor, Lluís, va rebre el Comtat de Zweibrücken i el Comtat de Veldenz.
El Palatinat-Zweibrücken va deixar d'existir al 1801, quan va ser annexionat pel Primer Imperi Francès. Després del Congrés de Viena el 1815, algunes parts del mateix van ser retornades a l'últim Duc, el rei Maximilià I Josep de Baviera, que les va unir a altres antics territoris del marge esquerre del Rin per formar el Rheinkreis (districte del Rin), posteriorment el Palatinat renà.

## Orígens
El principat va ser concebut el 1444 i materialitzat en 1453 per una partició del Comtat Palatí de Simmern-Zweibrücken, que havia estat creat el 1410 per Esteve, el tercer fill supervivent del Comte Palatí Robert III. El 1444, Esteve va heretar el Comtat de Veldenz del seu sogre, el Comte Frederic III de Veldenz. Això li va permetre dividir les seves possessions entre els seus fills, Frederic I i Lluís I després de la seva abdicació el 1453. El fill major, Frederic I, va rebre el Comtat de Sponheim i va prendre el títol de Comte de Sponheim, també rebent la meitat septentrional del Palatinat-Simmern-Zweibrücken. El fill menor, Lluís I, va rebre el Comtat de Veldenz de l'herència del seu avi i la meitat meridional del Palatinat-Simmern-Zweibrücken, que incloïa l'antic Comtat de Zweibrücken, adquirit pel Palatinat el 1385. Entre els títols d'Esteve es trobaven els de Comte Palatí del Rin i Duc de Baviera. Tots dos fills van heretar el dret d'utilitzar aquests títols, que és la raó per la qual els nous principats de Palatinat-Simmern i Palatinat-Zweibrücken habitualment eren descrits com a Comtats Palatins i, algunes vegades, com a ducats.

## Extensió

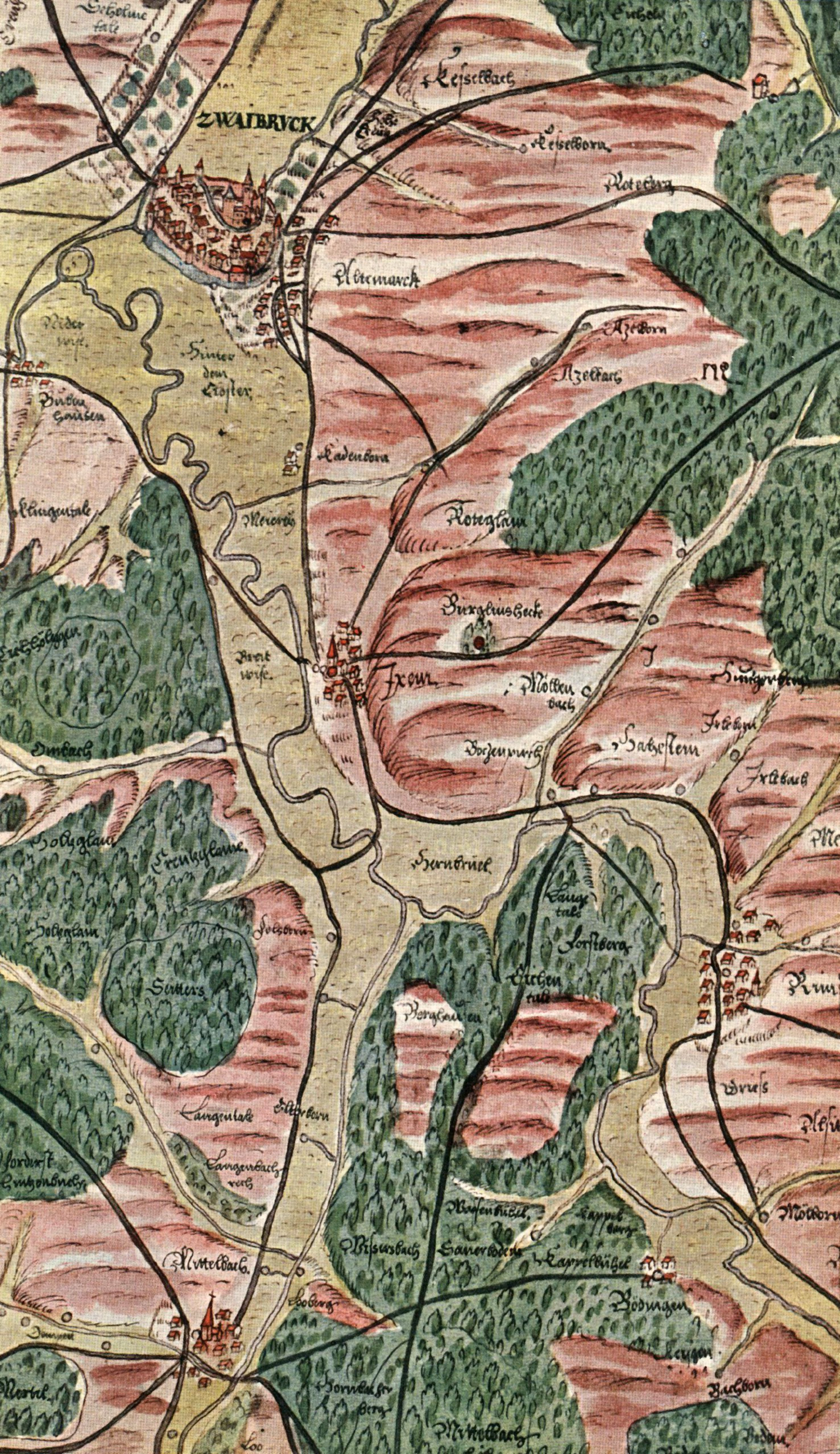
Zweibruecken en un mapa de 1564 per Tilemann Stella

Quan va ser creat el Palatinat-Zweibrücken el 1444, consistia dels districtes d'Armsheim, Landsburg, Lauterecken, Lichtenberg, Meisenheim i Veldenz del Comtat de Veldenz. Al 1459, van ser afegits els districtes de Falkenburg, Guttenberg, Haßloch, Kirkel, Lambsheim, Oggersheim, Wachenheim, Wegelnburg i Zweibrücken corresponents al Palatinat-Simmern.

## Història

### Segle XV
Durant el regnat de Lluís I, qui va conduir quatre fracassades disputes contra el seu cosí l'elector Frederic I del Palatinat, es van perdre els districtes de Lambsheim, Wachenheim i Waldböckelheim a favor del Palatinat. L'emperador Frederic III, qui també estava en conflicte amb l'Electorat del Palatinat, va triar a Lluís I com el seu mariscal de camp i va reconèixer al Palatinat-Zweibrücken com un ducat. Lluís I va estimular la mineria i va simplificar l'administració del ducat.
Inicialment, Meisenheim va ser la Capital. El 1477, l'Electorat del Palatinat va amenaçar Meisenheim i la capital va haver de ser traslladada a Zweibrücken, on va romandre fins a 1793.

### Segle XVI
Després de la mort de Lluís, el ducat no va ser dividit. El seu testament va requerir que els ducs Alexandre i Gaspar governessin conjuntament al ducat. No obstant això, Alexandre va declarar al seu germà major mentalment malalt, el va tancar i va governar el ducat en solitari. Alexandre també va fer la guerra a l'Electorat del Palatinat. Les seves tropes van saquejar el Palatinat durant la Guerra de Successió de Landshut. El 1505, quan la guerra va acabar amb una decisió imperial, part del territori de l'Electorat del Palatinat va ser transferit al Palatinat-Zweibrücken. Alexandre va concloure un tractat herència amb el nou Elector Felip, que va millorar considerablement les relacions entre els dos països.
Alexandre i Lluís II van introduir la primogenitura, la regla que assegurava que la totalitat del principat seria des de llavors heretat pel fill major. Bischwiller va ser adquirit el 1542, durant la regència del comte Robert de Veldenz. El 1544, es va segregar la branca cadet del Palatinat-Veldenz. El 1553, el Comtat de Lützelstein (avui La Petite-Pierre a Alsàcia) va ser adquirit a l'Electorat del Palatinat. El Comte Palatí Wolfgang va dissoldre els monestirs als seus territoris, augmentant així els seus ingressos, i va adquirir el territori de l'Abadia de Disibodenberg. El 1557, va heretar el Palatinat-Neuburg, la meitat del Comtat de Sponheim i la meitat del Senyoriu de Guttenberg del Palatinat, després del Tratat de Heidelberg. Totes aquestes terres van més que va doblar el seu territori. El 1558, va dissoldre l'Abadia de Hornbach i va prendre el seu territori i la meitat del Comtat de Molsheim. El 1559, es va extingir la línia Electoral i Wolfgang va heretar una part del Comtat de Sponheim. Va utilitzar aquests grans guanys per donar territoris a cadascun dels seus cinc fills: Felip Lluís el Palatinat-Neuburg, Joan el Palatinat-Zweibrücken, i Carles el Palatinat-Birkenfeld. Otó Enric, que va rebre el Palatinat-Sulzbach i Frederic el Palatinat-Zweibrücken-Vohenstrauß-Parkstein, no van tenir descendència masculina.

### Seglexvii
Durant la Guerra dels Trenta Anys, el ducat va ser ocupat per forces imperials i Joan II va haver de fugir a Metz. El seu fill i successor Frederic va tornar el 1645. Quan Frederic va morir sense un hereu masculí al 1661, va ser succeït pel seu cosí Frederic Lluís. Durant el seu regnat, el país va ser ocupat per França el 1671. Zweibrücken es va convertir en un feu del Bisbat de Metz, que havia estat annexionat per França. En 1680, França per tant es va annexionar Zweibrücken també. El 1681, Frederic Lluís va morir en l'exili, sense descendents barons.
El Tractat de Rijswijk de 1697 va retornar el ducat al seu propietari de dret, que era un fill del cosí de Frederic Lluís, el Comte Carles II Palatinat-Kleeburg, que al seu torn rei de Suècia amb el nom de Carles XI.

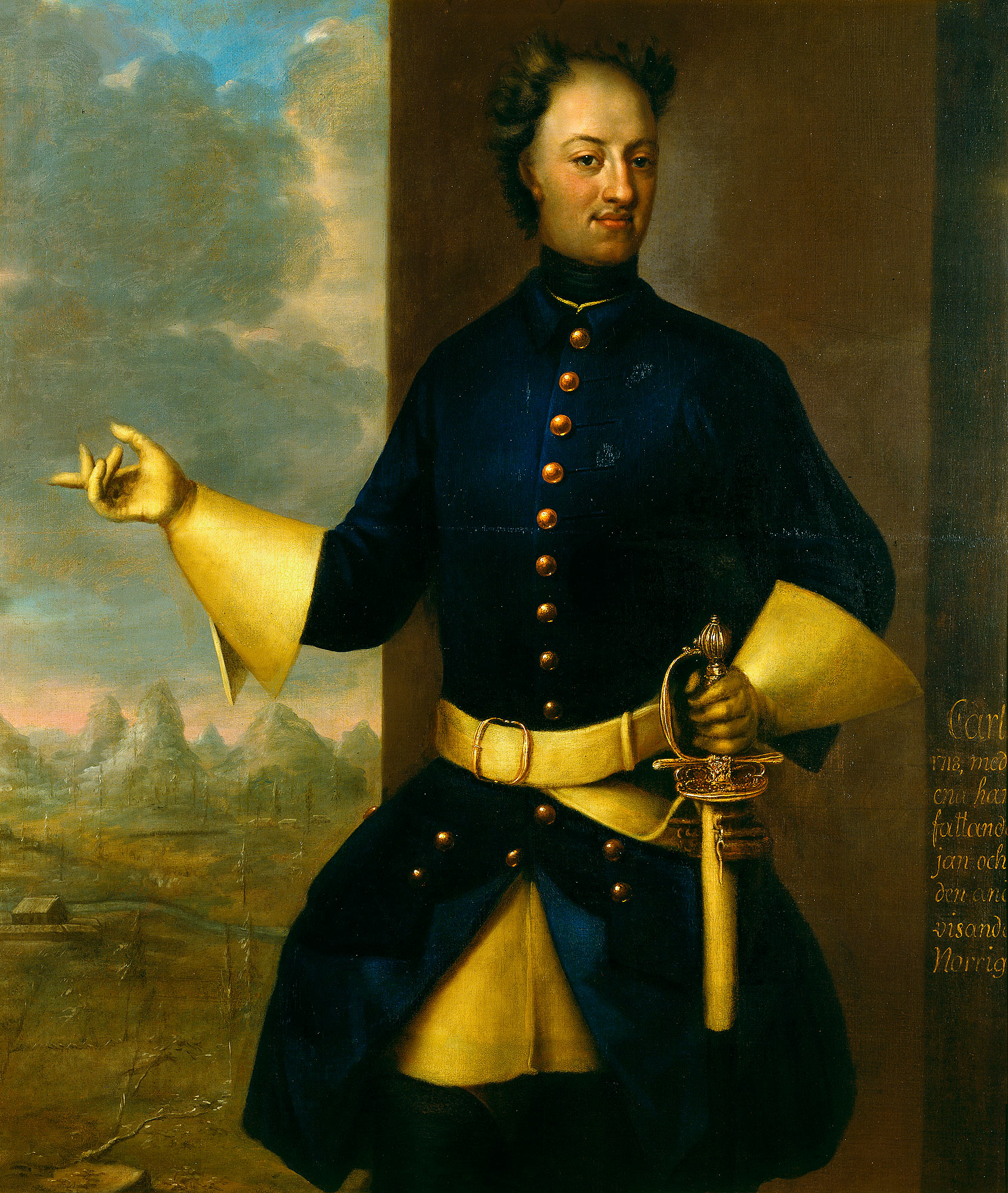
Carles XII, rei de Suècia (1682-1718)

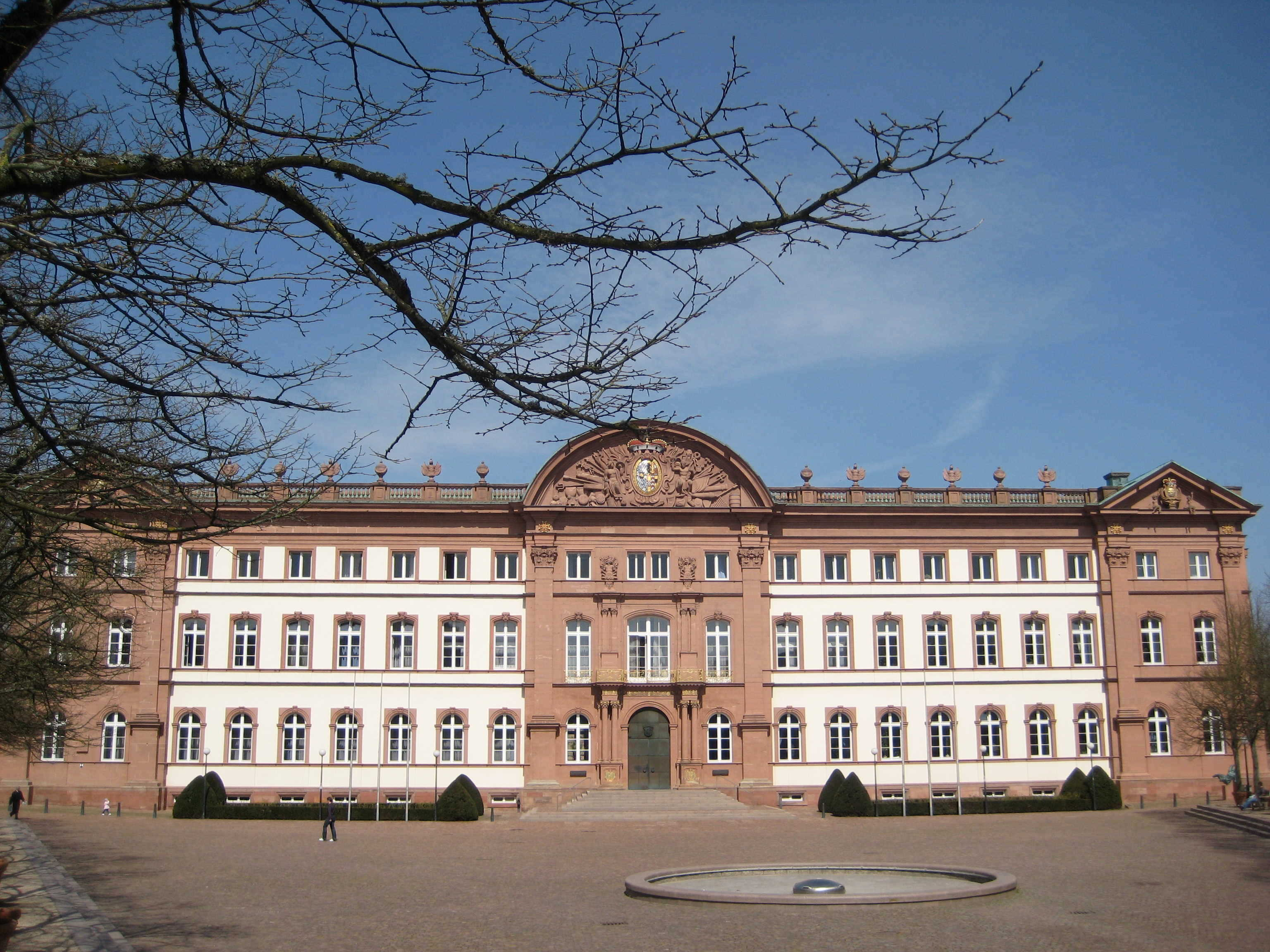
Castell de Zweibrücken

La unió personal amb Suècia va durar fins a la mort de Carles XII de Suècia el 1718. Quan Carles XII va morir sense fills, la corona sueca va ser heretada per la seva germana Ulrica Elionor, mentre que Zweibrücken va ser per al seu cosí Gustau.
Des de 1725 fins a 1778, els comtes palatins van residir en el Palau de Zweibrücken. Posteriorment es van traslladar al Castell de Karlsberg prop de Homburg, per emfatitzar la seva reclamació com a hereus del Ducat de Baviera. Alguns membres de la família regnant van ser enterrats a l'església del castell en Meisenheim i posteriorment a l'Església d'Alexandre a Zweibrücken (greument danyada durant la Segona Guerra Mundial).
Gustau va ser l'últim Comte Palatí de la línia de Kleeburg. Quan va morir en 1731 sense cap hereu masculí, el ducat va ser confiscat per l'Imperi. El 1734, l'emperador va investir al Comte Palatí Cristià III de Zweibrücken-Birkenfeld. Birkenfeld s'havia segregat de Zweibrücken com a línia cadet el 1584. El seu fill Cristià IV es va convertir al catolicisme el 1758.
Durant el regnat de Cristià IV, la fragmentació territorial de la regió es va reduir mitjançant intercanvis de territoris. Per exemple, en 1768, Odernheim i la meitat de Molsheim van ser transferits a l'Electorat del Palatinat, en intercanvi per Neuburg, el districte de Hagenbach, el districte de Selz i l'Abadia de Selz. El 1776, el Comtat de Sponheim va ser dividit entre Zweibrücken i Baden, amb Zweibrücken rebent Kastellaun, Travin-Trarbach amb Starkenburg i Allenbach, i Baden rebent Birkenfeld, Frauenburg i Herrstein.
El ducat va ser conquistat el 1793 per les tropes de la França revolucionària. El 4 de novembre de 1797, el territori ocupat va ser incorporat al recentment format departament de Mont-Tonnerre, amb la seva capital a Magúncia. L'annexió per França va ser reconeguda internacionalment pel Tractat de Lunéville. El 1799, l'extinció de les línies majors van convertir a l'últim Comte Palatí de Zweibrücken, Maximilià Josep, en Elector de Baviera, com Maximilià IV Josep, així com en Elector Palatí, com Maximilià II Josep.

### Seglexix
En 1806, Maximilià Josep es va convertir en rei de Baviera, com Maximilià I Josep, i el rol com a Príncep elector va cessar d'existir.
Després del Congrés de Viena, parts de l'anterior ducat van ser retornades a la família Wittelsbach, conjuntament amb parts de l'anterior Electorat i territoris propietat de diferents famílies. Maximilià Josep llavors va combinar totes aquestes possessions, formant el "districte del Rin" (Rheinkreis), posteriorment Pfalz (Palatinat).

## Comtes o ducs del Palatinat-Zweibrücken
- 1410-1459 : Esteve

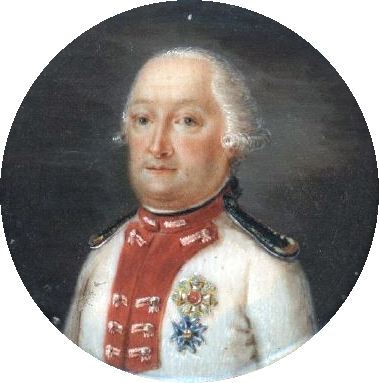
Carles II August (1775-1795)

- 1459-1489 : Lluís I anomenat "el negre"
- 1489-1490 : Gaspar
- 1489-1514 : Alexandre anomenat el coix
- 1514-1532 : Lluís II anomenat "el jove"
- 1532-1569 : Wolfgang
- 1569-1604 : Joan I
- 1604-1635 : Joan II anomenat "el jove"
- 1635-1661 : Frederic
- 1661-1681 : Frederic Lluís
- Línia del Palatinat-Zweibrücken-Kleeburg
  - 1681-1697 : Carles I també rei de Suècia com Carles XI
  - 1697-1718 : Carles II també rei de Suècia com Carles XII
  - 1718-1731 : Gustau
  - 1731-1733 : Interregne
- Línia del Palatinat-Birkenfeld-Bischweiler
  - 1734-1735 : Cristià III
  - 1735-1775 : Cristià IV
  - 1775-1795 : Carles II August
  - 1795-1797 : Maximilià I

### Arbre familiar
- Esteve, Comte 1410-1459 (1385-1459)
  - Lluís I "el negre", Comte 1459-1489 (1424-1489), segon fill
    - Gaspar, Comte amb el seu germà 1489-1490 (1458-1527), deposat pel seu germà
    - Alexandre el coix, Comte 1489-1514 (1462-1514)
      - Lluís II el jove, Comte 1514-1532 (1502-1532)
        - Wolfgang, 1532-1569 (1526-1569)
          - Joan I el coix, Comte 1569-1604 (1550-1604), segon fill
            - Joan II el jove, Comte 1604-1635 (1584-1635)
              - Frederic, Comte 1635-1661 (1616-1661)

            - Frederic Casimir del Palatinat-Zweibrücken-Landsberg (1585-1645)
              - Frederic Lluís, Comte 1661-1681 (1619-1681)

            - Joan Casimir del Platinat-Zweibrücken-Kleeburg (1589-1652)
              - Rei Carles X de Sweden and Count Palatine of Zweibrücken-Kleeburg (1622-1660)
                - Carles I, Comte 1681-1697, amb unió personal amb el Regne de Suècia (1655-1697)
                  - Carles II, Comte 1697-1718, amb unió personal amb el Regne de Suècia (1682-1718)

              - Adolf Joan I del Palatinat-Zweibrücken-Kleeburg (1629-1689)
                - Gustau, Comte 1718-1731 (1670-1731)

          - Carles I del Palatinat-Zweibrücken-Birkenfeld (1560-1600)
            - Cristià I del Palatinat-Birkenfeld-Bischwieler (1598-1654)
              - Cristià II del Palatinat-Birkenfeld-Bischwieler (1637-1717)
                - Cristià III, Comte 1734-1735 (1674-1735)
                  - Cristià IV, Comte 1735-1775 (1722-1775)
                  - Frederic Miquel del Palatinat-Zweibrücken (1724-1767)
                    - Carles II August, Comte 1775-1795 (1746-1795)
                    - Maximilià I, Comte 1795-1805, amb unió personal amb l'Electorat de Baviera des del 1799 (1756-1825)